# Recopa Árabe 1997
La Recopa Árabe 1997 fue la octava edición de este torneo de fútbol a nivel de clubes del Mundo Árabe organizado por la UAFA y que contó con la participación de 8 equipos campeones de copa de sus respectivos países, provenientes de una fase de clasificación.
El MC Oran de Argelia venció a Al-Shabab FC de Arabia Saudita en la final jugada en Ismailia, Egipto para ser campeones del torneo por primera vez.

## Eliminatoria

### Área del Golfo
Al-Ittihad Doha de Catar y Al-Arabi de Kuwait eliminaron a Muharraq Club de Baréin y Al-Shabab SC de los Emiratos Árabes Unidos.

### Mar Rojo
Al-Shabab FC de Arabia Saudita eliminó a Al-Ahli Al Hudaydah de Yemen y a Al-Merrikh SC de Sudán.

### África del Norte
USM Blida de Argelia y Al-Ahly Benghazi de Libia eliminaron a Wydad Casablanca de Marruecos. El MC Oran reemplazó a USM Blida por ser el campeón de la Copa de Argelia.

### Oriente
Al-Wehdat SC de Jordania y Balata YC de Palestina eliminaron a Al-Quwa Al-Jawiya de Irak.

## Fase de grupos
Todos los partidos se jugaron en el Suez Canal Stadium de Ismailia.

### Grupo A
| Club             | G | E | P | GF | GC | Pts |
| ---------------- | - | - | - | -- | -- | --- |
| Al-Ismaily       | 3 | 0 | 0 | 10 | 2  | 9   |
| Al-Ahly Benghazi | 1 | 0 | 2 | 7  | 5  | 3   |
| Al-Ittihad Doha  | 1 | 0 | 2 | 3  | 5  | 3   |
| Balata YC        | 1 | 0 | 2 | 2  | 10 | 3   |

| Equipo 1         | Resultado | Equipo 2         |
| ---------------- | --------- | ---------------- |
| Al-Ittihad Doha  | 0-2       | Balata YC        |
| Ismaily SC       | 3-1       | Al-Ahly Benghazi |
| Balata YC        | 0-5       | Ismaily SC       |
| Al-Ittihad Doha  | 2-1       | Al-Ahly Benghazi |
| Al-Ahly Benghazi | 5-0       | Balata YC        |
| Ismaily SC       | 2-1       | Al-Ittihad Doha  |

### Grupo B
| Club            | G | E | P | GF | GC | Pts |
| --------------- | - | - | - | -- | -- | --- |
| MC Oran         | 2 | 0 | 1 | 5  | 4  | 6   |
| Al-Shabab       | 2 | 0 | 1 | 2  | 1  | 6   |
| Al-Arabi Kuwait | 1 | 0 | 2 | 4  | 5  | 3   |
| Al-Wehdat       | 1 | 0 | 2 | 3  | 4  | 3   |

| Equipo 1        | Resultado | Equipo 2        |
| --------------- | --------- | --------------- |
| Al-Shabab FC    | 1-0       | Al-Wehdat SC    |
| Al Arabi Kuwait | 3-2       | MC Oran         |
| Al-Shabab FC    | 1-0       | Al Arabi Kuwait |
| Al-Wehdat SC    | 1-2       | MC Oran         |
| MC Oran         | 1-0       | Al-Shabab FC    |
| Al Arabi Kuwait | 1-2       | Al-Wehdat SC    |

## Fase final
|  | Semifinales             | Semifinales |   |  | Final                  | Final |  |
|  |                         |             |   |  |                        |       |  |
|  |                         |             |   |  |                        |       |  |
|  | Ismailia, 23 de agosto  |             |   |  |                        |       |  |
|  | Ismaily SC              | 1           |   |  |                        |       |  |
|  | Al-Shabab FC (t.e. 3-4) | 2           |   |  |                        |       |  |
|  |                         |             |   |  |                        |       |  |
|  |                         |             |   |  | Ismailia, 25 de agosto |       |  |
|  |                         |             |   |  | Al-Shabab FC           | 0     |  |
|  |                         | MC Oran     | 1 |  |                        |       |  |
|  |                         |             |   |  |                        |       |  |
|  |                         |             |   |  |                        |       |  |
|  |                         |             |   |  | Tercer lugar           |       |  |
|  | Ismailia, 23 de agosto  |             |   |  |                        |       |  |
|  | MC Oran                 | 5           |   |  |                        |       |  |
|  | Al-Ahly Benghazi        | 1           |   |  |                        |       |  |

## Campeón
| Recopa Árabe 1997   |
| ------------------- |
| Bandera de Argelia  |
| MC Oran 1.er título |